# 安哥拉包机航空
安哥拉包機航空是一間位於安哥拉羅安達的包機航空公司。提供包機服務來回非洲和歐洲，尤其是比利時和荷蘭。樞紐機場為二月四日機場。

## 歷史
航空公司成立於1987年並完全由TAAG安哥拉航空擁有。

## 機隊
在2007年3月，安哥拉包機航空公司有兩架巴西航空工業EMB-120巴西利亞。

### 曾有的機隊
在2006年8月，航空公司有以下機隊：
- 3 波音 707-320C
- 1 波音 727-100F